# Gut Wallenbrück

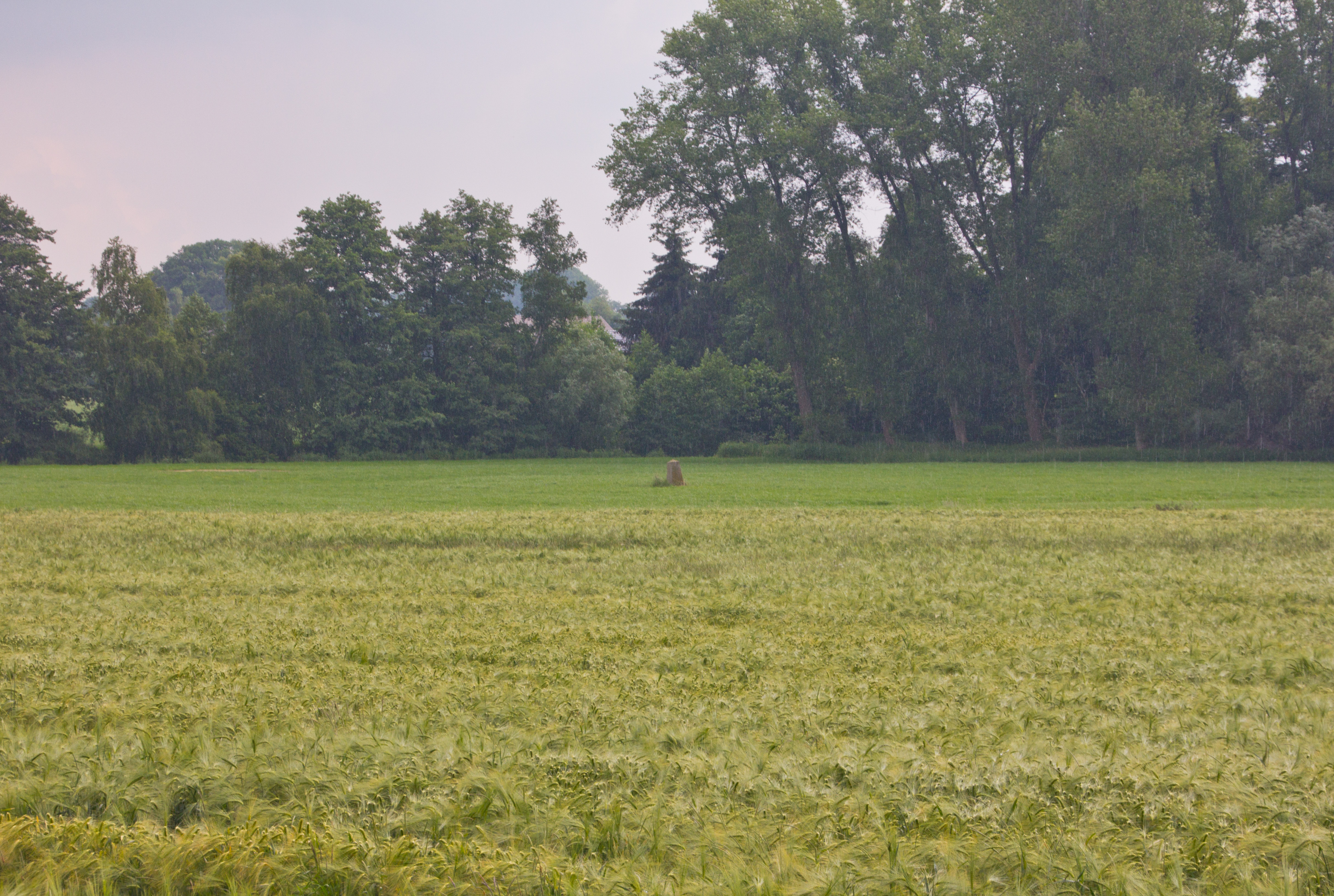
Der Obelisk auf der Wiese markiert den ehemaligen Standort des Gutes Wallenbrück

Das Gut Wallenbrück war ein Gutshof, der im heutigen Ortsteil Neuenkirchen in Melle in Niedersachsen lag.

## Lage

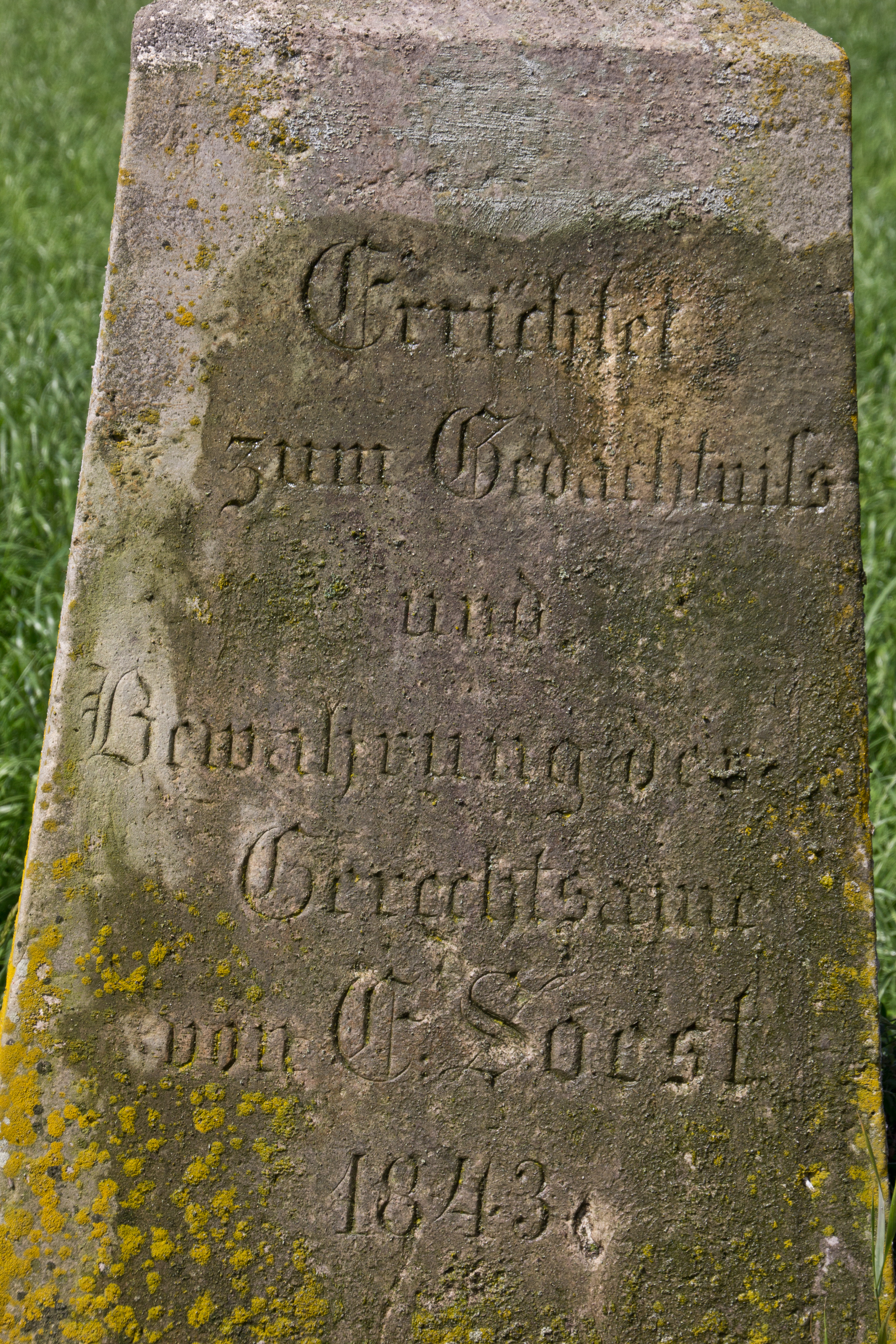
Obelisk mit Inschrift

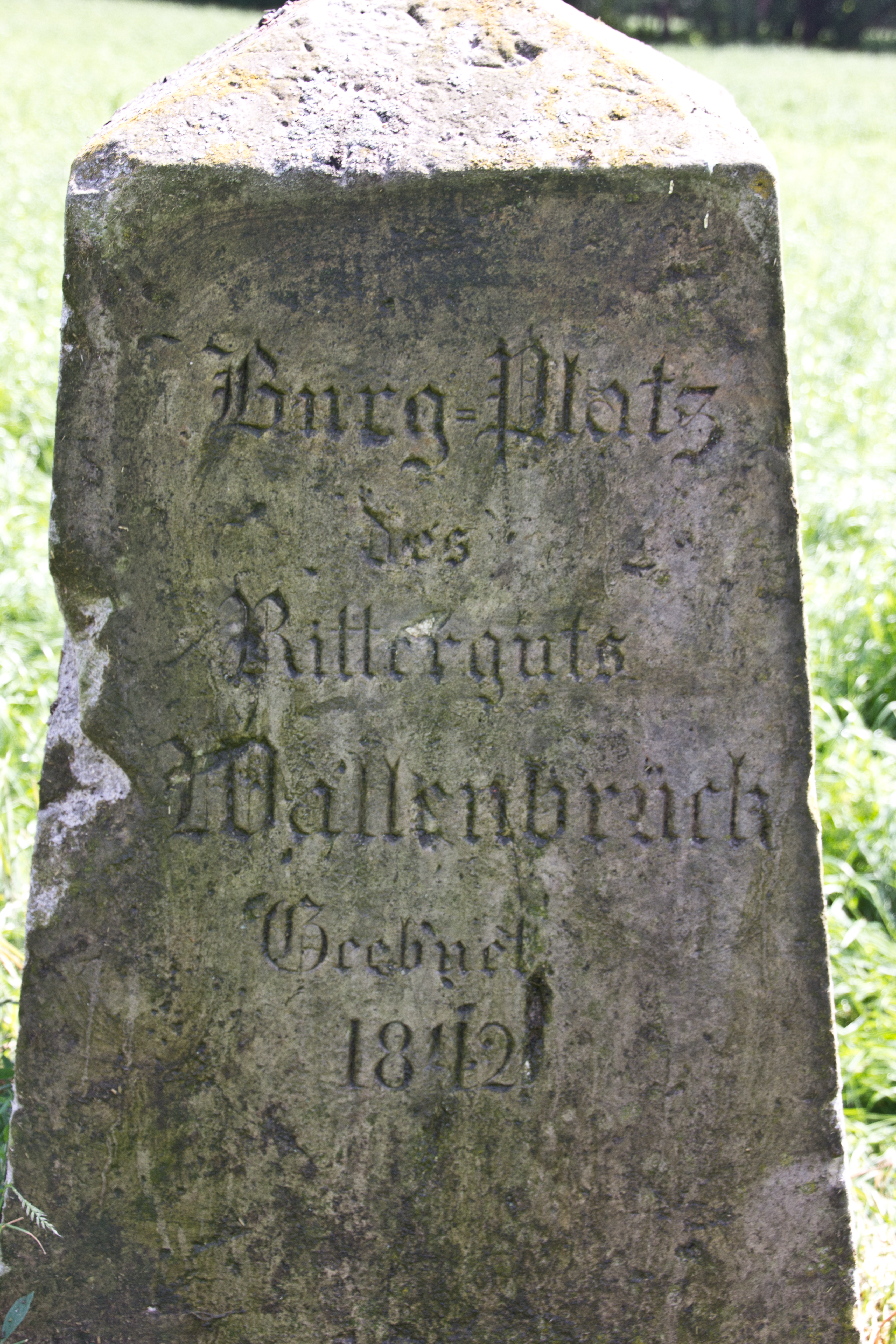
Obelisk mit Inschrift

Das Gut Wallenbrück lag zwischen den Orten Hoyel und Neuenkirchen im Tal der Warmenau auf niedersächsischem Gebiet im Meller Ortsteil Schiplage, bzw. Schiplage-St. Annen direkt neben dem westfälischen Ort Wallenbrück im Kreis Herford. Die ehemalige Eigenkirche des Gutes befindet sich in Sichtweite in Wallenbrück jenseits der Warmenau auf nordrhein-westfälischem Gebiet. Das Gut Wallenbrück lag ungefähr 200 Schritte westlich des Gutes Warmenau.

## Geschichte
Die älteste urkundliche Erwähnung des Gutes Wallenbrück erfolgte in der Urkunde der Nonne Demod 1096, in der sie ihre curia Waldenburg mit der dazugehörigen Eigenkirche (Hl. Maria, evangelisch) dem Bischof von Osnabrück überträgt. Es wird davon ausgegangen, dass der Hof der Demod als fränkischer Meierhof entstand und später zum Adelsgut Wallenbrück entwickelt wurde. Die Meierhöfe wurden unter Karl dem Großen gegründet, um sein Reich besser zu verwalten (capitulare de villis, etwa 792/793). Als Besitzer von Haus Wallenbrück sind Nagel 1350 nachzuweisen. Oft waren Gut Wallenbrück und Gut Warmenau im Besitz der gleichen Geschlechter. Früh kommen die von Cappel als Besitzer in den Urkunden vor. Die von Cappel waren ab 1505 auf Gut Warmenau. 1470 wurden die beiden Familien von Nagel und von Cappel als Besitzer der Güter Warmenau und Wallenbrück genannt.
1750 oder nach anderen Quellen 1842 wurden die letzten Gebäude von Gut Wallenbrück abgebrochen. Der vorletzte Besitzer (E. Soest) ließ an dieser Stelle mitten in der entstandenen Wiese einen Stein (Obelisk) mit folgender Inschrift errichten:
auf der westlichen Seite: „Burgplatz des Rittergutes Wallenbrück, geebnet 1842“
auf der Ostseite: „Errichtet zu Gedächtniß und Bewahrung der Gerechtsame von E. Soest 1843“

## Besitzer des Gutes Wallenbrück
- 1096 Nonne Demod
- 1350 Familie von Nagel
- 1458 Johann von Nagel[6]
- 1470 Johann von Nagel und sein Sohn Johann von Nagel[7]

Die Familie von Cappel löste die Familie von Nagel als Besitzer ab.
- 1578 oder 1605 Familie von Cappel[6]
- 1579 Johann von Cappel[8]
- 1643 Jobst Wilhelm von Cappel, Drost zum Limberg[6]
- 1668 Arnold von Cappel (Sohn von Jobst Wilhelm von Cappel)
- Vermutlich im Jahre 1668 wurde das Gut Wallenbrück zusammen mit dem Gut Warmenau an die Familie von Nagel verkauft.[7]
- 1689 Oberstleutnant Nikolaus Friedrich von Nagel war gemeinsam mit seinem Vetter Anton Georg von Nagel Besitzer von Gut Wallenbrück und Gut Warmenau.[6]
- Der letzte von Nagel auf dem Gut war Gerhard Christian von Nagel. Über Erbgang über seine Schwester, den Enkel und Neffen blieb das Gut bis 1823 in der Familie. Der letzte Besitzer dieser Familie war Clamor von dem Bussche.[6]
- 1832[7] oder 1836[6] kaufte Major E. Soest das Gut.
- 1852 verkaufte E. Soest das Gut Wallenbrück und das Gut Warmenau an Graf von Korff gen. Schmiesing-Kerßenbrock zu Brinke. Der Verkauf erfolgte allerdings ohne die preußischen Anteile der beiden Güter, die 1868 parzelliert wurden und an verschiedenen Besitzer gegeben wurden. Die Güter befinden sich gegenwärtig (2012) immer noch im Besitz der Familie Korff gen. Schmiesing-Kerßenbrock.